# ヴィルヘルム・バッハ
ヴィルヘルム・バッハ(ドイツ語: Wilhelm Bach、1892年11月5日 - 1942年12月22日)は、ドイツの軍人。最終階級は予備役中佐。

## 経歴
1892年11月5日にドイツ帝国・バーデン大公国オーバーエーヴィスハイムで生まれた。1914年にドイツ帝国陸軍へ入隊した。第一次世界大戦後は予備役となり、平時には牧師を務めていた。
第二次世界大戦ではエルヴィン・ロンメル率いるドイツアフリカ軍団に加わり、アフリカ戦線へ従軍した。バッハは主にハルファヤ峠の防衛に徹したため、連合国側からは「煉獄業火の牧師」とあだ名された(ハルファヤとヘルファイヤを掛けている)。
リビアでイギリスの捕虜となったバッハは南アフリカ連邦を経由しカナダへ送られた。癌を患っていたためトロントの陸軍病院へ入院したが、1942年12月22日に病没した。死後中佐へ昇進。

## 叙勲
- 鉄十字章
  - 2級鉄十字勲章1914年章
  - 1級鉄十字勲章1914年章
- 戦傷章
  - 戦傷章黒章
- 名誉十字章
- 鉄十字章略章
  - 2級鉄十字章略章
  - 1級鉄十字章略章
- 騎士鉄十字章
  - 騎士鉄十字章 (1941年7月9日)[1][2]